# Bhupatindra Malla
Bhupatindra Malla (népalais : भूपतीन्द्र मल्ल) est un membre de la dynastie des Malla, il est roi de Bhaktapur, au Népal, de 1696 à 1722. 

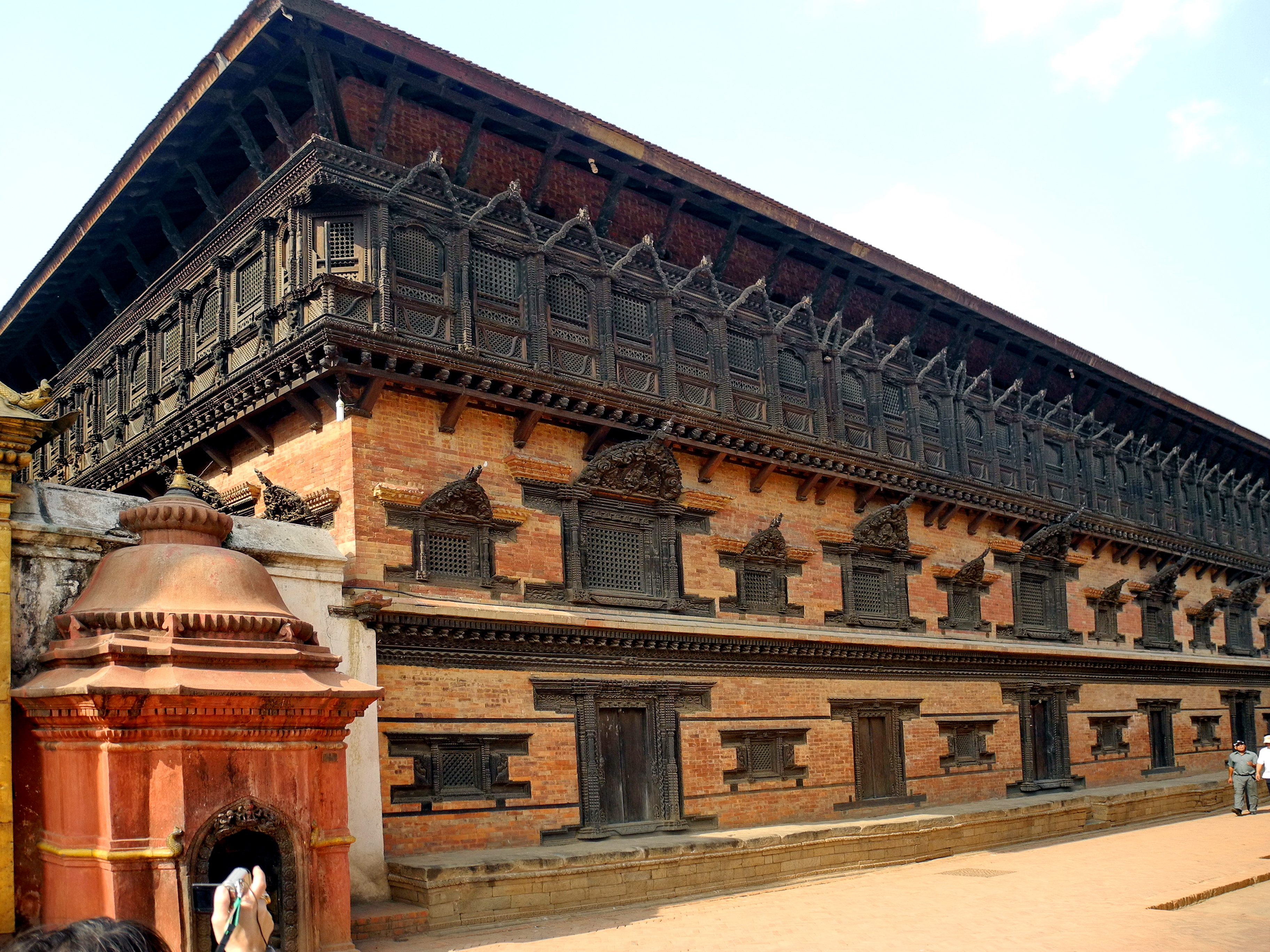
Le palais aux cinquante-cinq fenêtres achevé par Bhupatindra Malla

Fils du roi Jitamitra Malla, il poursuit son ambitieux projet de bâtisseur et achève notamment le palais Nge Nyapa Jhya Lyaku, dit des cinquante-cinq fenêtres - la légende raconte que la première fenêtre en verre du Népal a été installée dans cet édifice. Il a également fait édifier sur le Durbar Square  des représentations en pierre de Hanuman et de Narasimha. On lui doit aussi, en 1697, la Porte d'Or, en cuivre doré, représentant la déesse Kali et le temple Nyatapola. Enfin, il a fait édifier en 1703, le temple à cinq étages.|
Il autorise également l'installation en 1722 de Frères mineurs capucins européens.